# Diócesis de Midelburgo
La diócesis de Midelburgo (en latín: Dioecesis Middelburgensis y en neerlandés: Bisdom Middelburg) fue una circunscripción eclesiástica de la Iglesia católica en Países Bajos. Se trataba de una diócesis latina, sufragánea de la arquidiócesis de Utrecht. Fue suprimida de hecho al morir su último obispo católico el 26 de mayo de 1603 y restaurada como diócesis titular en febrero de 2018, permaneciendo vacante.

## Territorio y organización

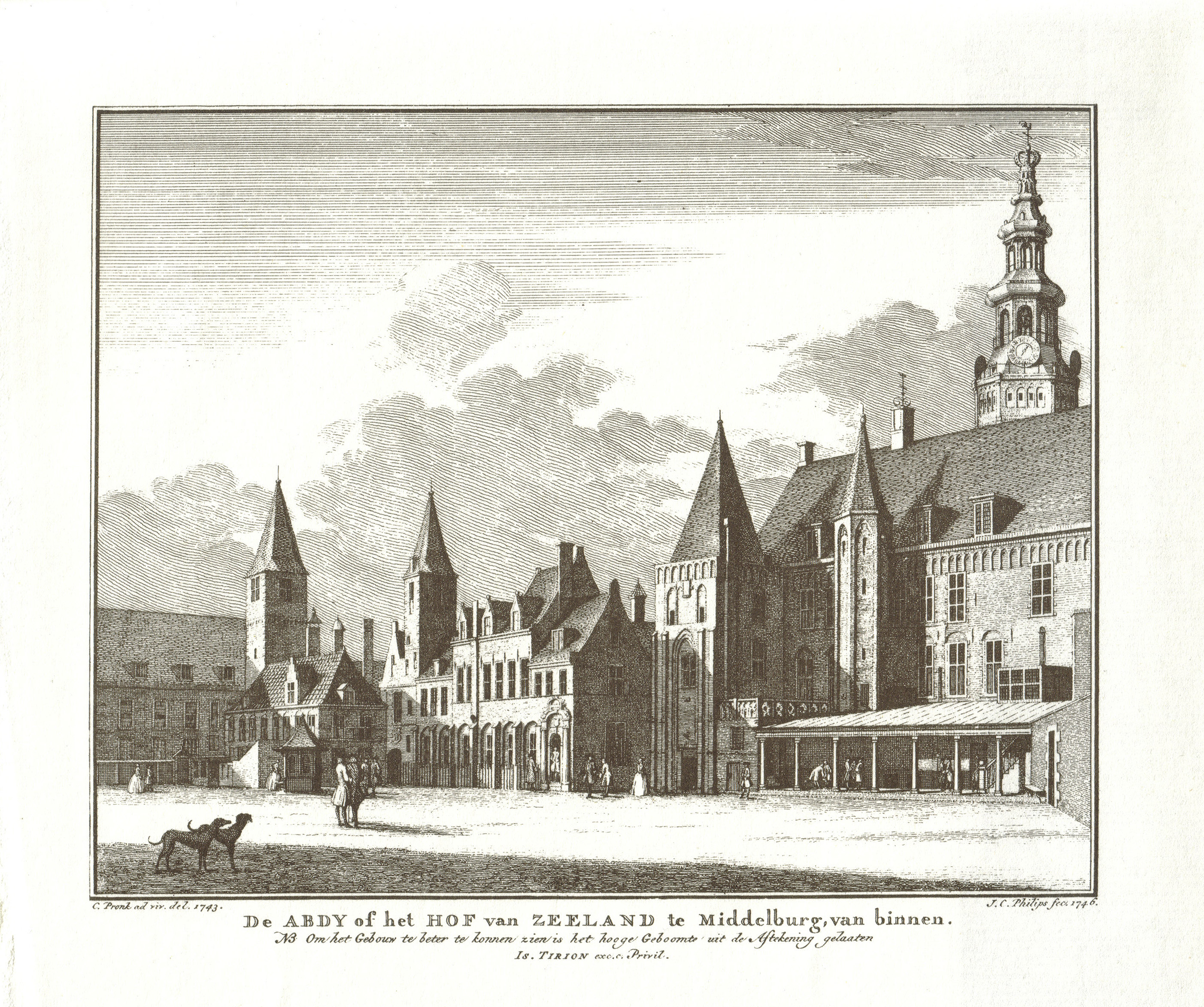
Grabado de la abadía de Midelburgo (1743)

La diócesis extendía su jurisdicción sobre los fieles católicos de rito latino residentes en parte de actual la provincia de Zelanda.

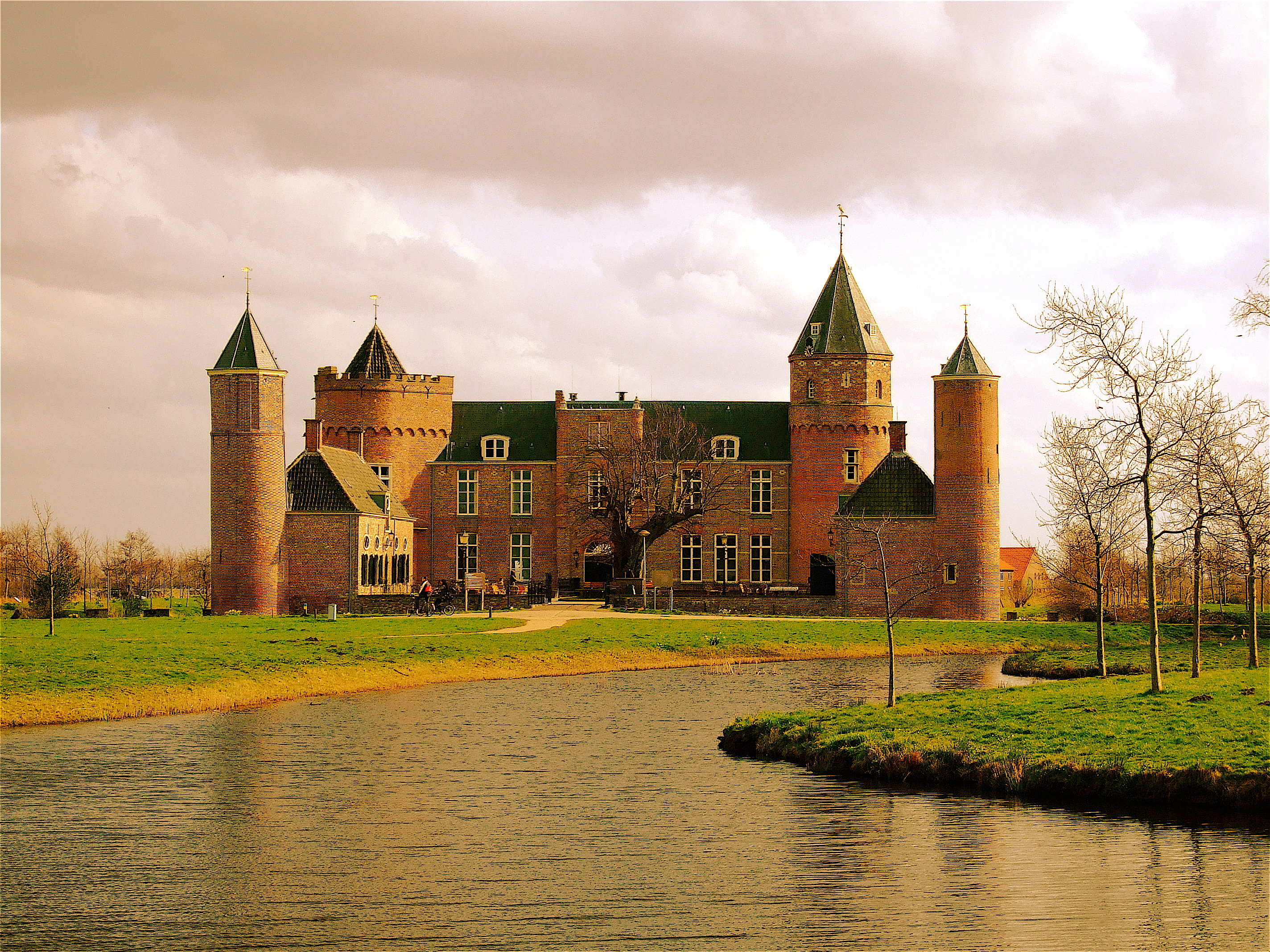
Castillo de Westhove, fue la residencia episcopal

La sede de la diócesis se encontraba en la ciudad de Midelburgo, en donde se encontraba la Catedral de San Pedro, demolida en 1834. El castillo de Westhove fue la residencia del obispo.

## Historia
El cristianismo ya se practicaba en Zelanda en la época de la casa merovingia. Según la tradición, los santos Eligio, Bavón y Vilibrordo predicaron el evangelio en Zelanda. La zona fue dividida entre los obispados de Utrecht, Lieja y Tournai.
Ya en el curso de la primera mitad del siglo XVI, después de que las Diecisiete Provincias, de las que formaban parte los actuales Países Bajos, entraron a formar parte de los territorios sometidos al dominio del emperador Carlos V, fue proyectada una reorganización eclesiástica de los Países Bajos españoles, pero los proyectos de 1525 y de 1551-1552 no se realizaron.
Sólo con el advenimiento del rey Felipe II en 1556 se pudo iniciar la redefinición de la geografía eclesiástica de las posesiones españolas. Una comisión especial redactó un extenso informe, acompañado de mapas geográficos, sobre la oportunidad de iniciar un programa de erección de nuevas diócesis que, en el contexto de la Contrarreforma, favoreciera una intensificación de la vigilancia pastoral, con miras a poner un freno a la corrupción y la decadencia moral en el clero, y al mismo tiempo poder limitar el progreso de las ideas teológicas de los reformadores alemanes y suizos.
El 12 de mayo de 1559, mediante la bula Super universas, el papa Paulo IV erigió 14 nuevas diócesis, entre ellas la de Midelburgo, que, junto con las cuatro preexistentes, formaron tres nuevas provincias eclesiásticas, a saber, Cambrai, Malinas y Utrecht. La nueva diócesis de Leeuwarden pasó a ser sufragánea de la última arquidiócesis, de la que había sido creada. La bula estipulaba que los obispos fueran nombrados por el rey, nombramiento al que seguiría la institución canónica realizada por la Santa Sede.
Sin embargo, la bula Super universas no definía los límites de las diócesis, no establecía el número de parroquias y sobre todo no preveía los medios de subsistencia de las mensas episcopales. Una comisión encargada de estudiar estos aspectos trabajó durante dos años, y recién el 11 de marzo de 1561 se publicó la bula Ex iniuncto nobis del papa Pío IV, que finalmente dio una fisonomía territorial a la diócesis de Midelburgo.
Ese mismo año, el 10 de marzo, fue nombrado el primer obispo, Nicolaas van der Borcht, canónigo de la Catedral de Utrecht.
Las provincias del noreste de los Países Bajos, sin embargo, se opusieron a esta organización eclesiástica, por temor a que reforzara la influencia española en esas regiones, que solo unas décadas antes se habían convertido en posesiones españolas. En agosto de 1566 la iglesia parroquial de la abadía de Midelburgo fue destruida por los iconoclastas. Tras el estallido del levantamiento contra la ocupación española, Midelburgo se puso del lado de los españoles. Durante el asedio de la ciudad, el obispo Nicolaas van der Borcht (o Nicolaas de Castro) murió de disentería en 1573. Tras la caída de la ciudad, las autoridades católicas huyeron a Amberes y los protestantes tomaron posesión de la catedral. Esto puso fin de manera efectiva a la efímera existencia de la diócesis de Midelburgo.
Después de la guerra de los Ochenta Años, se prohibió el culto católico. Cuando el obispo Karel-Filips De Rodoan fue trasladado a la diócesis de Brujas (26 de mayo de 1603), la diócesis fue suprimida. Desde el siglo XIX, con el restablecimiento de la jerarquía eclesiástica católica en los Países Bajos, su territorio, es decir, Zelanda, forma parte de la diócesis de Breda.

### Diócesis titular
Desde febrero de 2018 Midelburgo figura entre las sedes episcopales titulares de la Iglesia católica y ha permanecido vacante desde su restauración.

## Episcopologio
- Nicolaas van der Borcht † (10 de marzo de 1561-16 de mayo de 1573 falleció)
- Jan van Strijen † (4 de junio de 1576-8 de julio de 1594 falleció)
- Karel-Filips De Rodoan † (10 de enero de 1600-26 de mayo de 1603 nombrado obispo de Brujas)